# Nils-Reinhardt Christensen
Nils-Reinhardt Christensen, född 13 april 1919 i Skien, död 8 november 1990 i Risør, var en norsk författare, översättare, skådespelare, dramatiker, filmproducent och filmregissör.
Christensen var son till köpmannen Nils Christian Christensen (1872–1957) och Ellen Kristine Reiersen (1883–1953). Han var gift första gången 1943–1945 med balettpedagogen Vera Grimsgaard och andra gången från 1946 med Siri Carlsen (1920–). Han var bror till Christian A. R. Christensen (1906–1967).
Familjen bodde under uppväxten i Skien. Nils-Reinhardt Christensen gick där på handelsskola och arbetade därefter en tid i faderns företag. Han startade ett eget dansband och satte upp revyer. När han var 19 år gammal reste han till Oslo, där han blev statist på Nationaltheatret. Han debuterade som skådespelare i Arne Skouens Ansikt til ansikt på Søilen Teater 1939. Åren 1940–1945 var han skådespelare vid Den Nationale Scene i Bergen. Under denna tid utgav han även pojkboken Åtte gutter med munnspill (1941) som fick två uppföljare (1942, 1947). Han skrev opera- och musikaltexter och tillsammans med Kristian Hauger skrev han musikspelet Utopia (1943), som under en längre tid gick för fulla hus i Bergen.
Åren 1945–1947 var han engagerad vid Nationaltheatret, men gjorde ett avbrott 1946 för att studera på teaterskola i Köpenhamn. Mellan 1947 och 1949 var han anställd vid NRK som dramaturg och radioteaterregissör. Under en kort period 1951 var han teaterchef för Trøndelag Teater för att därefter återvända till radion som frilans.
Med början 1958 utgav Christensen en serie böcker om Stompa (en förkortning huvudpersonens namn, Stein Oskar Magel Paus-Andersen). Böckerna hade en brittisk förlaga i Anthony Buckeridges böcker om Jennings. Böckerna blev omåttligt populära och sammanlagt utkom 22 böcker är därtill 30 radioteaterstycken om Stompa.
Från radion gick Christensen över till filmen. Tillsammans med skådespelaren Bjarne Andersen skrev han manus till filmen Roser til Monica (1956). Året efter debuterade Christensen som regissör med Selv om de er små efter ett eget manus. På hösten 1958 grundade han det egna filmbolaget Concord Film A/S tillsammans med Jack Hald, Egil Monn-Iversen, Henki Kolstad och Morten Krog. För detta bolaget regisserade han filmerna 5 loddrett (1959), Strandhugg (1961) som visades på filmfestivalen i Cannes samt komedin Et øye på hver finger (1961). Därefter grundade han tillsammans med hustrun Siri bolaget NRC-Film A/S, vars första film blev Stompa & Co (1962). Denna fick tre uppföljare: Stompa, selvfølgelig! (1963), Stompa forelsker seg! (1965) och Himmel og hav! (1967, senare kallad Stompa til sjøs). År 1967 regisserade han dokumentärfilmen Kan det nytte? och 1969 sin sista film, Psychedelica Blues.
På 1970-talet återvände Christensen till teatern. Han skrev den politiska pjäsen Den store dagen (1975), som slutar med en statskupp för att säkra Norgres medlemskap i Nato. År 1977 skrev han komedin Dobbeltstreken (1977).
Christensen var ordförande i Norske Dramatikeres Forbund 1973–1985, i Norsk Filmforbund 1962–1963, i Norske Filmprodusenters Forening 1963–1969 och i Nordiske Dramatikeres Union 1976–1978. År 1964 mottog han Aamotstatuetten.

## Filmografi
Regi
- 1957 – Selv om de er små
- 1959 – 5 loddrett
- 1961 – Strandhugg
- 1961 – Et øye på hver finger
- 1962 – Stompa & Co
- 1963 – Stompa, selvfølgelig!
- 1965 – Stompa forelsker seg
- 1967 – Stompa til sjøs! (först kallad Himmel og hav!)
- 1967 – Kan det nytte?
- 1969 – Psychedelica Blues

Manus
- 1956 – Roser til Monica
- 1957 – Selv om de er små
- 1961 – Strandhugg
- 1961 – Et øye på hver finger
- 1962 – Stompa & Co
- 1967 – Stompa til sjøs!

Roller
- 1950 – Min fru är oskyldig